# Antheraea paukstadtorum
Antheraea paukstadtorum is een vlinder uit de familie nachtpauwogen (Saturniidae), onderfamilie Saturniinae.
De wetenschappelijke naam van de soort is voor het eerst geldig gepubliceerd door Naumann, Holloway & Naessig in 1996.